# Steins;Gate
Steins;Gate (Japans: シュタインズ・ゲート, Romaji: Shutainzu Gēto) is een Japans visuele roman. Het spel is ontwikkeld en uitgegeven door 5pb en Nitroplus en verscheen voor het eerst op 15 oktober 2009 voor de Xbox 360. In opvolgende jaren is het spel ook geporteerd en uitgekomen voor Windows, PSP, PlayStation 3, PlayStation 4 en de Vita.
Van het spel volgden ook een mangaserie, een animeserie van 24 afleveringen in 2011 en een animefilm in 2013.

## Verhaallijn
Steins;Gate speelt zich af in Akihabara, tijdens de zomer van 2010. Okabe Rintaro, die zichzelf labelt als een "gestoorde professor," bezocht een conferentie over tijdreizen samen met zijn jeugdvriendin Shiina Mayuri. Hij vindt het dode lichaam van Makise Kurisu, een neurowetenschapper. Hij stuurt hierover een bericht naar Daru, een vriend van hem, en ontdekt later dat Kurisu niet alleen nog leeft, maar ook dat het bericht is aangekomen voordat hij het verstuurd had. Ze ontdekken dat de nieuwe microgolf die ze aan het ontwikkelen zijn de mogelijkheid heeft om berichten telefonisch terug in de tijd te sturen. Samen met Kurisu onderzoeken ze dit fenomeen, die ze "D-Mails" noemen, en proberen zo het verleden beetje per beetje te veranderen. Uiteindelijk creëert Kurisu een apparaat dat herinneringen terug in de tijd kan sturen, waardoor de gebruiker kan tijdreizen.

## Personages
Okabe Rintaro (岡部 倫太郎)
Hij noemt zichzelf Hououin Kyouma en beweert een gestoorde professor te zijn, maar in de werkelijkheid is hij een achttienjarige universiteitsstudent. Okabe heeft een zeer excentriek karakter. Hij verwijst vaak naar de “organisatie” die achter hem aanzit en praat tegen zichzelf via zijn telefoon. Hij wordt vaak bespot om dit gedrag.
Makise Kurisu (牧瀬 紅莉栖)
Ze is een achttienjarige neurowetenschapper aan een Amerikaans universiteit en heeft haar onderzoek kunnen publiceren in het wetenschappelijk tijdschrift Science. Okabe noemt haar met meerdere bijnamen, zoals assistente, Christina,  "the Zombie," "Celeb Sev." Ze heeft een slechte band met haar vader en heeft al jaren niet met hem gesproken. Ze post vaak op @chan (een parodie op 2channel).
Shiina Mayuri (椎名 まゆり)
Ze is de jeugdvriendin van Okabe. Ze maakt graag kostuums voor cosplay en werkt in een maid café met de naam "MayQueen NyanNyan." Ze noemt haar eigen "Mayushii."
Hashida Itaru (橋田 至)
Hij is een ervaren hacker en heeft een grootte kennis in otaku-cultuur. Hij wordt door Okabe en Mayuri "Daru" genoemd. Hij gaat naar dezelfde universiteit als die van Okabe.
Kiryu Moeka (桐生 萌郁)
Ze ontmoette Okabe in Akihabara tijdens haar zoektocht naar een IBM 5100. Moeka is zeer afhankelijk van haar telefoon en wordt agressief als iemand het probeert af te nemen. Ze communiceert liever via sms-berichten in plaats van praten, zelfs als de persoon in dezelfde ruimte is of naast haar staat. 
Urushibara Luka (漆原 るか)
Als gevolg van zijn opvoeding is zowel zijn uiterlijk als gedrag zeer vrouwelijk. Mayuri vraagt vaak aan hem om haar cosplay-kostuums aan te doen, maar wegens zijn verlegenheid weigert hij meestal.
Faris NyanNyan (フェイリス・ニャンニャン)
Ze werkt in de maid café "MayQueen NyanNyan," dezelfde waar Mayuri in werkt. Ze is de populairste serveerster in het café. Haar echte naam is Akiha Rumiho (秋葉 留未穂), wiens familie in bezit is van Akihabara. Haar familie is de rede dat de wijk bekend staat voor animecultuur.
Amane Suzuha (阿万音 鈴羽)
Ze werkt parttime in de winkel van Tennouji Yugo en is opzoek naar haar vader in Akihabara. Ze lijkt Kurisu af te keuren.
Tennouji Yugo (天王寺 裕吾)
Hij is de huisbaas van Okabe en heeft een winkel voor het repareren van televisies. Hij heeft een passie voor beeldbuizen. Hij heeft weinig geduld met Okabe, maar wel voor zijn dochter Nae.
Tennouji Nae (天王寺 綯)
Ze is de dochter van Tennouji Yugo. Ze komt goed overeen met Mayuri en Suzuha, maar is bang voor Okabe.

## Gameplay
De speler volgt grotendeels de dialogen tussen de personages en de innerlijke monoloog van de protagonist. Op bepaalde momenten komt de speler op een beslissingsmoment waarop hij acties kan nemen. Voor deze beslissingsmoment maakt Steins;Gate gebruik van het "phone trigger"-systeem: Als Okabe Rintaro opgebeld wordt, heeft de speler de keuze om wel of niet op te pakken. Sms-berichten hebben specifieke woorden onderstreept en blauw gemarkeerd, net zoals een hyperlink, die de speler kan selecteren om het bericht te beantwoorden. Afhankelijk van de keuzes van de speler op de telefonische oproepen en berichten, zal het verhaal zich in een bepaalde richting ontwikkelen.

## Bewerkingen

### Anime
Een animeserie met 24 afleveringen werd uitgezonden in 2011 tussen 6 april en 14 september. De serie is geanimeerd door White Fox en werd geregisseerd door Hiroshi Hamasaki en Takuya Satō. De anime kreeg een zeer positieve ontvangst en wordt door sommige beschouwen als een van de beste animeseries ooit uitgebracht.Een Engelse dub geproduceerd door Funimation werd uitgebracht in 2012.

### Manga
Een manga-adaptatie werd gepubliceerd in de mangamagazine Comic Alive tussen september 2009 en juli 2013. De manga is geïllustreerd door Yomi Sarachi. Het werd later gepubliceerd in drie delen in het Tankōbon-formaat. Udon Entertainment publiceerde een Engelstalige versie in drie delen tussen november 2015 en april 2016. De reeks werd positief ontvangen.

### Roman
Een tweedelige romanadaptatie werd uitgebracht onder de titel Steins;Gate: Enkan Rensa no Ouroboros (Japans: STEINS;GATE─シュタインズゲート- 円環連鎖のウロボロス). Het eerste deel werd gepubliceerd op 20 augustus 2010 en het tweede deel op 19 maart 2011, allebei door Kadokawa. De roman werd geschreven door Miwa Choushirou.

### Theater
De toneelvoorstelling werd uitgevoerd onder de titel LIVING ADV STEINS;GATE tussen 12 oktober en 20 oktober 2013 in DiverCity Tokyo Plaza. De voorstelling is geschreven door Shikura Choyomaru en geregisseerd door Nishida Daisuke.

#### Rolverdeling
Okabe Rintaro: Watanabe Daisuke
Makise Kurisu: Tonooka Erika
Shiina Mayuri: Koike Rina
Suzuha Amane: Tsukui Minami
Luka Urushibara: Ueda Rie 
Faris NyanNyan: Ikura Manami
Itaru Hashida: Nagatomo Mitsuhiro 
Moeka Kiryū: Sugimoto Yumi
Yugo Tennouji: Ogawa Teruaki
Nakabachi: Sakuma Sachito 
Yukitaka Akiha: Tsukamoto Takuya

### Interactieve film
Steins;Gate Elite is een hybride van de visuele roman en de animeserie. Het werd uitgebracht in Japan op 20 september 2018 voor de PlayStation 4, PlayStation Vita, Nintendo Switch, Microsoft Windows en iOS. Internationaal werd het spel gepubliceerd door Spike Chunsoft op 19 februari 2019. Het spel bevat tekst van de originele visuele roman en beeldmateriaal van de animeserie samen met nieuw geanimeerde scènes door White Fox.

### Remake
Steins;Gate Re:Boot werd officieel aangekondigd in oktober 2024 met een geplande uitgave in 2025.

### Televisieserie
Een Amerikaanse liveaction televisieserie geproduceerd door Skydance Television werd aangekondigde in januari 2020.

## Opvolger
Steins;Gate 0 is een visuele roman geproduceerd door 5pb en uitgebracht in Japan op 10 december 2015 voor de Playstation 3, Playstation 4 en Playstation Vita. In Europa werd het spel gepubliceerd door PQube op 25 november 2016 en in Noord-Amerika op 29 november 2016, voor de Playstation 4 en Playstation Vita. Later publiceerde Spike Chunsoft het spel voor de Nintendo Switch en Microsoft Windows. Het speelt zich af tijdens het verhaal van de originele Steins;Gate. Het spel werd goed ontvangen en was de best beoordeelde PlayStation Vita-spel van 2016 op de aggregatiewebsite Metacritic.
In oktober 2020 is nog een opvolger aangekondigd onder de werktitel Steins;??? en zal geschreven worden door Shikura Chiyomaru. Het werk zal nieuwe personnages bevatten, samen met personages van de originele Steins;Gate.

## Ontvangst
| Recensiescore       | Recensiescore                          |
| Recensieverzamelaar | Score                                  |
| ------------------- | -------------------------------------- |
| Metacritic          | 87/100 (PC) 83/100 (Vita) 83/100 (PS3) |
| Publicist           | Score                                  |
| Destructoid         | 8                                      |
| Eurogamer           | 5/5                                    |
| IGN                 | 6,9                                    |
| Edge                | 7                                      |
| The Guardian        | 4/5                                    |

Het spel ontving zeer positieve recensies. Men prees het gedetailleerde scenario die elk van de afzonderlijke uitkomsten beschrijft, de personages en de stemacteurs. Enige kritiek was er op de langzame start en het vele technische jargon.
Op aggregatiewebsite Metacritic heeft het spel een gemiddelde score van 84,3%, en staat op de zevende plek van beste spellen uit 2014.